# Rostvinge
Rostvinge (Phragmatobia fuliginosa) är en nattfjäril inom familjen björnspinnare. De är mest kända som larver för sina dragspelskroppar med långhårig brun päls. Den lever inte minst i bergstrakter. För övrigt finns de i stort sett var som helst. De kläcks på hösten som ägg. Som larver gömmer de sig på dagen i ett löv eller liknande. På natten söker de efter mat, däribland barr från tall och andra sorters löv.

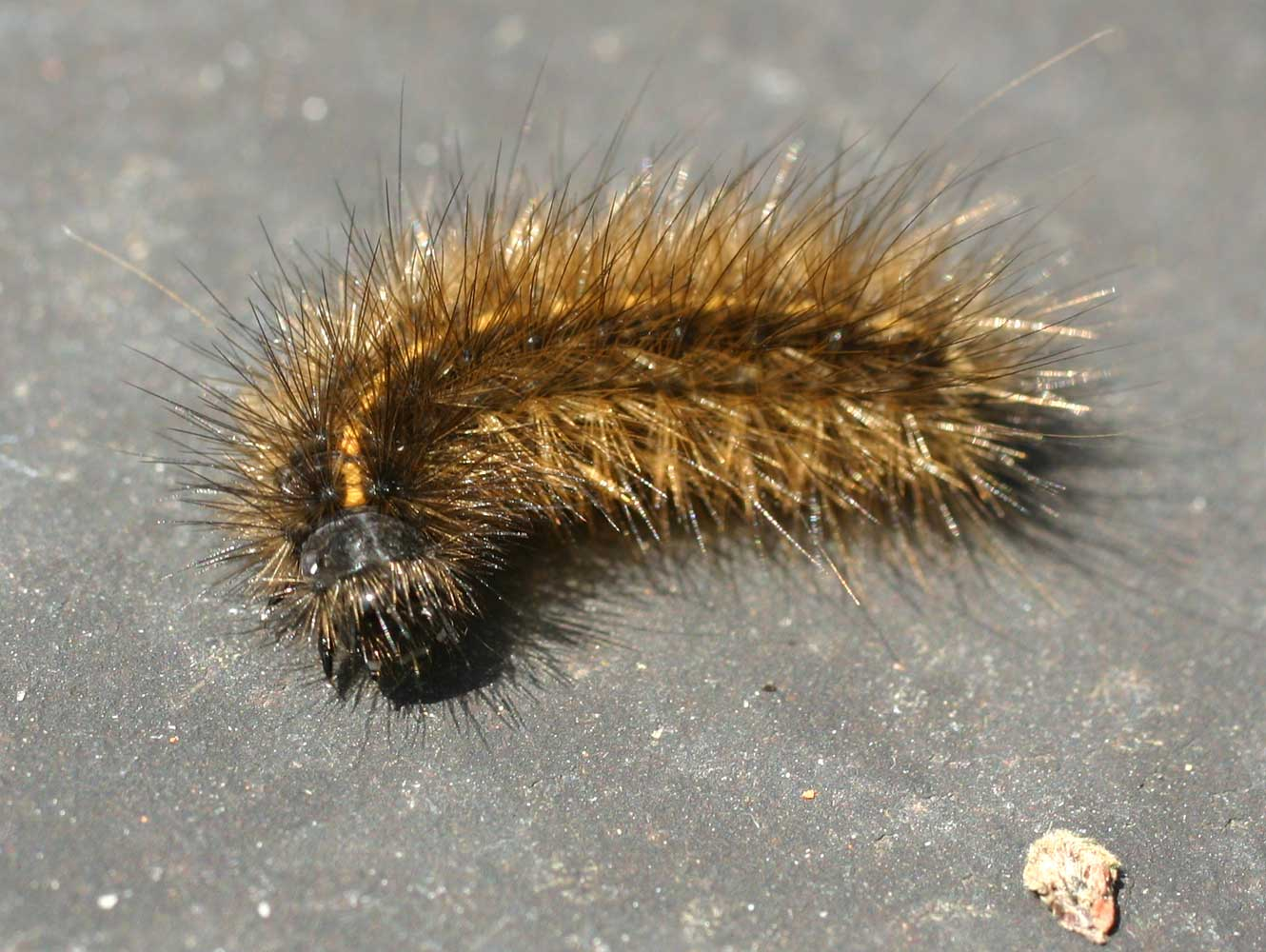
Larv

De spinner sig en puppa när vädret blir varmare. I puppstadiet spinner de först en yttre puppa och senare en inre där de förvandlas. Puppstadiet tar ca två veckor. 
Som de flesta andra fjärilar tycker den om att hålla sig omkring ljus, gärna lampor. Så om man vill se en Rostvinge om somrarna skall man titta på en gatulykta. De brukar vara som mest aktiva vid tolvslaget. De söker sig då en partner att para sig med.